# Pseudoconalia
Pseudoconalia là một chi bọ cánh cứng trong họ Mordellidae.
Chi này được miêu tả khoa học năm 1950 bởi Ermisch.

## Các loài
Chi này gồm các loài:
- Pseudoconalia debeauxi (Franciscolo, 1942)